# Gwiazda (baza księżycowa)
Gwiazda (ros. звезда), zwana także DLB Baza Księżycowa – niezrealizowany radziecki projekt budowy załogowej bazy księżycowej opracowywany w latach 1962-1974.

## Wprowadzenie
Najpierw zostałby dostarczony na Księżyc główny moduł mieszkalny bazy. Później dołączyłby statek kosmiczny, zawierający Łunochod, a następnie przybyłaby załoga i kolejne moduły bazy. Dla bezpieczeństwa załogi moduły miały zostać przykryte regolitem. Aby zwiększyć efektywność badań i umożliwić zmianę położenia bazy założono, że moduły będą ze sobą połączone, tworząc rodzaj ruchomego pociągu wyposażonego w koła. Energia dla bazy byłaby dostarczana przez reaktor jądrowy. Wykonanie projektu bazy zostało zlecone Władimirowi Barminowi przez radzieckiego konstruktora i szefa radzieckiego programu kosmicznego Siergieja Korolowa. Projekt został nazwany DLB Baza Księżycowa w dokumentach technicznych i Gwiazda w dokumentach rządu. Nieoficjalnie projekt był nazywany przez jego projektantów Barmingrad (miasto Barmin).

## Opis i parametry
Główną część bazy miał stanowić moduł mieszkalny. Plan zakładał, że baza będzie się składać z dziewięciu modułów, a każdy z nich będzie dostarczony oddzielnie. Moduły miały zawierać m.in. laboratorium, stołówkę, szpital i magazyn. Długość każdego modułu miała wynosić 8,6 metrów, 3,3 metrów średnicy oraz 18 ton masy. Długość modułów podczas transportu miała wynieść 4,5 metra, a po dostarczeniu specjalny mechanizm miał rozłożyć moduł, aby osiągnął planowaną długość.
Masa pociągu miała wynieść 8 ton, w którym przewidziano miejsce dla 4 kosmonautów. Składać miał się z holownika, wiertła oraz modułu zapewniającego energię i podtrzymującego życie. Podwozie każdego modułu miało posiadać 8 oddzielnie napędzanych kół. Moduł bazy i pociąg miały posiadać trzy warstwy ochronne przed uderzeniem mikrometeorytów, oddziaływaniem wysokiej temperatury i promieni ultrafioletowych. Między warstwami metalu miała znajdować się specjalna pianka. Pociąg miał mieć specjalne mechaniczne ramię, które umożliwiało pobranie próbek gruntu bez konieczności wychodzenia na zewnątrz. 
Woda byłaby czerpana spod powierzchni Księżyca. Biuro Ławoczkin stworzyło projekt mechanizmu czerpania wody, lecz nigdy go nie przetestowano. Załogę bazy miało stanowić od 9 do 12 osób.

## Anulowanie projektu
Według przeprowadzonych wówczas szacunków program budowy Gwiazdy kosztowałby ok. 50 mld rubli. Budżet ZSRR był jednak już mocno przeładowany wydatkami na obronność i ostatecznie projekt bazy - wraz z innymi projektami księżycowymi - anulowano. Dokumentacja została utajniona i do 1990 władze radzieckie zaprzeczały istnieniu projektu.